# Instituto de Ciências Jurídicas da Universidade Federal do Pará
O Instituto de Ciências Jurídicas da Universidade Federal do Pará (ICJ/UFPA) é uma unidade acadêmica de formação superior (graduação e pós-graduação) localizada na cidade de Belém.
Seu curso de bacharelado em direito, fundado em 1902, é um dos mais antigos do Brasil.

## Histórico
Em 31 de março de 1902, foi instalada a Faculdade Livre de Direito em um casarão situado à Praça da Trindade, no bairro belenense da Campina, onde atualmente funciona a sede da seção paraense da Ordem dos Advogados do Brasil (OAB).
Originalmente mantida por verbas públicas por iniciativa do governador Augusto Montenegro, a Faculdade Livre tornou-se estadual em 17 de setembro de 1931. Em 1950 passou à esfera federal e, por fim, foi incorporada pela Universidade Federal do Pará com a criação desta em 1957, tornando-se o Centro de Ciências Jurídicas e posteriormente alterando a nomenclatura para Instituto de Ciências Jurídicas.
Em 1980, teve a sede transferida do Largo da Trindade para o campus da UFPA, no Guamá.
Em 1984, o curso de mestrado em direito público foi reconhecido pela CAPES. Em 2003, foi aprovado e implantado o curso de doutorado, o qual ainda é o único na área do direito na região norte do país. Atualmente, o Programa de Pós-graduação em Direito do ICJ/UFPA tem como área de concentração os direitos humanos e detém o conceito 5 na avaliação da CAPES.

### Cooperação acadêmica
O programa de pós-graduação stricto sensu (mestrado e doutorado acadêmicos) em Direito e o programa responsável pelo mestrado profissional em Direito da UFPA fazem parte de diversas redes de cooperação acadêmica, com destaque para a Rede Norte Nordeste de Pesquisa em Direito.